# 63-й меридіан східної довготи
63-й меридіан східної довготи — лінія довготи, що лежить на 63 градуси східніше Гринвіцького меридіана. Вона проходить від Північного полюса через Північний Льодовитий океан, Євразію, Індійський океан, Південний океан та Антарктиду до Південного полюса.
63-й меридіан східної довготи формує велике коло разом із 117-тим меридіаном західної довготи.

## Список географічних об'єктів, що перетинає 63° сх. д.
Починаючи на Північному полюсі та рухаючись до Південного полюса, 63-й меридіан східної довготи проходить через:
| Координати                                                 | Країна, територія або море | Примітки                                                                  |
| ---------------------------------------------------------- | -------------------------- | ------------------------------------------------------------------------- |
| 90°0′ пн. ш. 63°0′ сх. д. / 90.000° пн. ш. 63.000° сх. д.  | Північний Льодовитий океан |                                                                           |
| 81°42′ пн. ш. 63°0′ сх. д. / 81.700° пн. ш. 63.000° сх. д. | Росія                      | Земля Франца-Йосифа — проходить через острів Єва-Лів                      |
| 81°34′ пн. ш. 63°0′ сх. д. / 81.567° пн. ш. 63.000° сх. д. | Північний Льодовитий океан |                                                                           |
| 80°53′ пн. ш. 63°0′ сх. д. / 80.883° пн. ш. 63.000° сх. д. | Росія                      | Земля Франца-Йосифа — проходить через острів Греем-Белл                   |
| 80°40′ пн. ш. 63°0′ сх. д. / 80.667° пн. ш. 63.000° сх. д. | Баренцове море             |                                                                           |
| 76°14′ пн. ш. 63°0′ сх. д. / 76.233° пн. ш. 63.000° сх. д. | Росія                      | Нова Земля — проходить через Північний острів                             |
| 75°33′ пн. ш. 63°0′ сх. д. / 75.550° пн. ш. 63.000° сх. д. | Карське море               |                                                                           |
| 69°42′ пн. ш. 63°0′ сх. д. / 69.700° пн. ш. 63.000° сх. д. | Росія                      |                                                                           |
| 54°6′ пн. ш. 63°0′ сх. д. / 54.100° пн. ш. 63.000° сх. д.  | Казахстан                  |                                                                           |
| 43°37′ пн. ш. 63°0′ сх. д. / 43.617° пн. ш. 63.000° сх. д. | Узбекистан                 |                                                                           |
| 39°40′ пн. ш. 63°0′ сх. д. / 39.667° пн. ш. 63.000° сх. д. | Туркменістан               |                                                                           |
| 35°25′ пн. ш. 63°0′ сх. д. / 35.417° пн. ш. 63.000° сх. д. | Афганістан                 |                                                                           |
| 29°26′ пн. ш. 63°0′ сх. д. / 29.433° пн. ш. 63.000° сх. д. | Пакистан                   | Белуджистан                                                               |
| 27°12′ пн. ш. 63°0′ сх. д. / 27.200° пн. ш. 63.000° сх. д. | Іран                       | Систан і Белуджистан                                                      |
| 26°39′ пн. ш. 63°0′ сх. д. / 26.650° пн. ш. 63.000° сх. д. | Пакистан                   | Белуджистан                                                               |
| 25°12′ пн. ш. 63°0′ сх. д. / 25.200° пн. ш. 63.000° сх. д. | Індійський океан           | Проходить західніше острова Родригес, Маврикій                            |
| 60°0′ пд. ш. 63°0′ сх. д. / 60.000° пд. ш. 63.000° сх. д.  | Південний океан            |                                                                           |
| 67°36′ пд. ш. 63°0′ сх. д. / 67.600° пд. ш. 63.000° сх. д. | Антарктида                 | Проходить через Австралійську антарктичну територію (претендує Австралія) |